# Ceratosoma duboscqui
Ceratosoma duboscqui är en mångfotingart som beskrevs av Henri W. Brölemann 1903. Ceratosoma duboscqui ingår i släktet Ceratosoma och familjen knöldubbelfotingar. Inga underarter finns listade i Catalogue of Life.